# Hidrografia Afganistanului
Principalele râuri sunt: Amu Darya, având un debit de 1.400 m³/s, Hari (căruia nu i se cunoaște debitul exact)- un râu ce străbate 1100 km pornind din munții Afganistanului și care dispare în deșertul Kara-Kum din Turkmenistan - Kabul sau Kabal, având o lungime de 700 km și care dă numele său capitalei și Helmand, cu un debit ce variază între 56 m³/s, pe timp de secetă și 2000 m³/s pe timp de inundații, care șerpuiește pe o lungime de 1150 km pe teritoriul afgan și care se varsă în bazinul endoreic Sistan, un bazin închis, drenat de ape curgătoare fără legătură cu rețeaua hidrografică tributară mărilor și oceanelor, practic un imens rezervor care, după amenajări hidrotehnice corespunzătoare, ar putea fi folosit pentru stocarea apei.